# 黃一峰
黃一峰，香港作曲人。他有時會以英文名Walter Wong發表作品，是太陽娛樂文化的旗下創作人，主要為太陽娛樂文化旗下歌手創作歌曲。近年開始擔任編曲和歌曲監製工作。  

## 歌曲作品列表

### 2006年
|                                                    |                 |
| - 吳雨霏 - 座右銘 - 側 田 - 走音（與側田共同創作） | - 廖碧兒 - 分手 |

### 2007年
|                                   |                                        |
| - 小 肥 - 寵物 - 小 肥 - 大條道理 | - 方力申 - 先苦後甜 - 傅 穎 - 不能哭了 |

### 2008年
|                                                               |                                                        |
| - 方力申 - 認命 - 方力申 - 月全蝕 - 鄧麗欣、吳雨霏 - 絕代雙嬌 | - 吳雨霏 - 距離 - 吳雨霏 - 戀愛疲勞 - 傅 穎 - 大難不死 |

### 2009年
| |                                                                                    |
| - 小 肥 - 十二年沒有冬天 - 小 肥 - 國慶日 - 方力申 - 面目全非 - 方力申 - 怪異集 - 江若琳 - 愛無可忍 | - 唐素琪 - 無聲話 - 張智霖 - 天邊一片雲 - 陳思彤 - 東方兒女 - 傅 穎 - 花吃了這女孩 |

### 2010年
|                                       |                                   |
| - 方力申 - 只愛一個人 - 朱紫嬈 - 啞忍 | - 朱紫嬈 - 目擊者 - 楊千嬅 - 偷生 |

### 2012年
|                                                                    |                                                                       |
| - 毛 寧 - 天國之戀 - 張智霖 - 天生愛情狂 - 陳僖儀 - 讓風箏飛（編） | - 陳僖儀 - 忘川（編） - 陳僖儀 - 失樂冰（曲、編、監） - 黃宗澤 - 太錯 |

### 2013年
|                                                   |                                |
| - 陳僖儀 - 過山車（編、監） - 陳僖儀 - 蜚蜚（監） | - 小 肥 - 撐住 - 陳慧敏 - 排隊 |

### 2014年
|                  |  |
| - 小 肥 - 小角色 |  |

### 2015年
|                 |  |
| - 亢帥克 - 擦膠 |  |